# Кукулівська сільська рада
| Кукулівська сільська рада — сільська рада у складі Піщанського району Вінницької області з адміністративним центром у с. Кукули. Сільській раді підпорядковані населені пункти: - с. Кукули |

## Склад ради
Рада складається з 14 депутатів та голови.

## Керівний склад сільської ради
| ПІБ                         | Основні відомості                                                             | Дата обрання | Дата звільнення |
| --------------------------- | ----------------------------------------------------------------------------- | ------------ | --------------- |
| Статієнко Леонід Васильович | Сільський голова, 1966 року народження, освіта, безпартійний                  | 26.03.2006   | 31.10.2010      |
| Статієнко Леонід Васильович | Сільський голова, 1966 року народження, освіта середня загальна, безпартійний | 31.10.2010   |                 |

Примітка: таблиця складена за даними джерела